# 181 Pułk Piechoty (Imperium Rosyjskie)
181 Ostrołęcki pułk piechoty (ros. 181-й пехотный Остроленский полк) – rezerwowy pułk piechoty Imperium Rosyjskiego.

## Charakterystyka
Sformowany 9 lutego 1720 za panowania Piotra I Wielkiego. Stacjonował między innymi w Jarosławiu.

 W przededniu I wojny światowej pułk etatowo posiadał cztery bataliony po cztery kompanie oraz kompanię tyłową. Kompania piechoty czasu wojny liczyła około 240 żołnierzy i 4–5 oficerów. Na szczeblu pułku występował także pododdział karabinów maszynowych (8 km), łączności (w tym 14 konnych gońców i 21 telefonistów) i zwiadowczy (64 zwiadowców, w tym 4 kolarzy). W sumie pułk liczył około 4000 żołnierzy.

W  lipcu 1914, na bazie zalążków wydzielonych z pułku, w ramach 2 fali mobilizacyjnej, sformowany został rezerwowy 321 pułk piechoty.

181 pułk piechoty rozformowany został w 1918.

## Podporządkowanie
Lipiec 1914:
- 25 Korpus Armijny – Moskwa
  - 46 Dywizja Piechoty – Jarosław
    - 181 Ostrołęcki pułk piechoty

## Dowódcy pułku
- 1.10.1900–2.03.1902 – płk Nikołaj Aleksandrowicz Lajming
- 6.09.1905–7.08.1912 – płk Władimir Konstantinowicz Burkowskij
- 7.08.1912–? – płk Siergiej Siergiejewicz Nikitin
- 1915–1916 – płk Wiktor Giennadiewicz Storożew
- 1916–? – płk Paweł Pawłowicz Adżijew
- 1917–? – ppłk Iwan Akimowicz Bieriezin